# Єсільський сільський округ (Осакаровський район)
Єсі́льський сільський округ (каз. Есіл ауылдық округі, рос. Есильский сельский округ) — адміністративна одиниця у складі Осакаровського району Карагандинської області Казахстану. Адміністративний центр — село Єсіль.
Населення — 1799 осіб (2021; 2130 у 2009, 2428 у 1999, 2806 у 1989).
Станом на 1989 рік існувала Красноармійська сільська рада (села Колхозне, Литвинське).

## Склад
До складу округу входять такі населені пункти:
| Населений пункт | Населення, осіб (1989) | Населення, осіб (1999) | Населення, осіб (2009) | Населення, осіб (2021) |
| --------------- | ---------------------- | ---------------------- | ---------------------- | ---------------------- |
| Колхозне, село  | 546                    | 515                    | 447                    | 427                    |
| Єсіль, село     | 2260                   | 1913                   | 1683                   | 1372                   |